# Vladimir Kulich
Vladimir Kulich (14 de julio de 1956) es un actor canadiense conocido por sus papeles de Buliwyf en la película The 13th Warrior, Tiberius en la película Ironclad y Erik en la serie Vikingos, así como también por dar voz a Ulfric Stormcloak en The Elder Scrolls V: Skyrim y como The Beast en la serie Angel. En 1995 hizo una aparición como Olafsson en el episodio de X-Files "Død Kalm."
Mientras vivía en Montreal (Quebec, Canadá) durante su juventud, fue un jugador de hockey profesional. Con frecuencia ha participado en obras de caridad en las que se incluía este deporte con Los Angeles Kings Alumni Association.

## Primeros años (1956-1977)
Kulich nació en Praga, Checoslovaquia como hijo de una familia dedicada a la actuación. Su tío gestionaba un teatro en la ciudad, lo que le permitió al joven Kulich experimentar el escenario. Kulich visitó el teatro con frecuencia, y cuando contaba con cinco años de edad, su tío le permitió que llevara a cabo tareas como llenar copas de vino entre bastidores. Kulich comenzó a interesarse por la actuación y creyó que la actuación sería su futuro. Comenzó haciendo papeles pequeños en el State Theatre de Checoslovaquia. Su primer trabajo pagado como actor fue en una película checa de bajo presupuesto como un niño llorón que había perdido su globo. Sin embargo, su carrera fue influenciada por el divorcio de sus padres y el hecho de que Kulich se fuera con su madre a Montreal, Quebec, Canadá.
Kulich tenía doce años cuando él y su madre se trasladaron a Quebec. Se asentaron en la parte más pobre del barrio. Sin embargo, Kulich estaba descorazonado por el hecho de que no hubiera compañías de actuación cerca de donde ellos vivían. Entonces decidió dedicarse al hockey sobre hielo como pasatiempo. Debido a que su madre no conseguía trabajo, Kulich se volvió más empeñado en el deporte.
Como Kulich pasó a dedicarse a dicho deporte, dejó de actuar temporalmente. Fue apoyado por John Ferguson, Sr., un jugador de hockey sobre hielo notable y parte de la audiencia en los partidos de Kulich. Ferguson desarrolló una afinidad por el chico y cuando se convirtió en entrenador de los New York Rangers, le ofreció a Kulich la oportunidad de entrar en el equipo. Kulich no lo consiguió pero cuando comenzó a jugar con uno de los equipos de las ligas menores, en Port Huron, Michigan. A pesar de las posibilidades de ascender, Kulich optó por retirarse a los 21 años.

## Comienzos en el cine y la televisión (1978-1999)
Después de terminar su carrera en el hockey sobre hielo voluntariamente, Kulich exploró varias posibilidades de trabajo. Consiguió trabajo en un campamento para niños discapacitados, comenzó a leer más y a pintar. Tras no encontrar algo en lo que centrarse, Kulich se mudó a Vancouver, Columbia Británica, donde comenzó a hacer negocios de rafting cerca de Chilliwack. Kulich sirvió como propietario, operador, y guía en los diez años que precedieron. Fue gracias a esto que pudo abrirse puertas en la actuación. En Vancouver, dicha industria estaba creciendo. Un fin de semana, unos cuantos productores de 21 Jump Street contrataron una excursión de rafting con la compañía de Kulich y se quedaron sorprendidos por su apariencia única. Le ofrecieron un pequeño papel en su programa, lo que Kulich aceptó. Poco después, Kulich comenzó a protagonizar series como MacGyver y Wiseguy. En enero de 1990, intentó lanzar su carrera en Hollywood, Los Ángeles, California y condujo desde Vancouver a Los Ángeles, California. Había decidido darse tiempo hasta el mes de abril para encontrar un agente y si no lo conseguía volvería su negocio de rafting. No fue hasta el último mes que lo consiguió y su agente lo llevó a una audición de The Big One: The Great Los Angeles Earthquake. La experiencia no fue del agrado de Kulich y se fue a Vancouver unos días antes de lo planeado. A pesar de que ya se había marchado, un mes después recibió una llamada diciendo que lo necesitaban en Los Ángeles. Había conseguido el papel. A mediados de la década de los 90s, Kulich continuó consiguiendo papeles en televisión y cine. Optó por trabajar mayormente en la zona de Vancouver. Hizo apariciones en programas como The Commish y Highlander. Hizo su aparición más memorable en The X-Files. El episodio, que requería que Kulich aprendiese frases en noruego, fue una buena experiencia para Kulich. Una vez más, sus pensamientos se tornaron hacia Hollywood. Aunque le gustaba vivir en Canadá, no podía ignorar la posibilidad de tener más éxito en Los Ángeles. Kulich obtuvo un permiso de residencia en Estados Unidos y se fue poco después. 

### The 13th Warrior
Una vez de trasladó, Kulich se encontraba al borde de la bancarrota. Tras ser mandado a audicionar para papeles de nazis y terroristas estaba tan insatisfecho con su agente que lo despidió. Poco después su primer exagente lo contactó. A pesar de que Kulich ya no era su cliente, una película de temática vikinga le había llamado la atención y creía que Kulich sería perfecto para el papel. El proyecto se llamaba Eaters of the Dead, aunque el título sería posteriormente cambiado a The 13th Warrior. Dos meses pasaron hasta que fue informado de que el director, John McTiernan, quería conocerlo. Antes de su audición, ya sabía que el proyecto iba a ser algo grande y tenía esperanzas de que eso le ofreciera el "gran despegue" que necesitaba. A pesar de que se estipulaba que debía saber montar para encarnar a Buliwyf, un personaje inspirado por Beowulf, Kulich se llevó el papel. Cuando la película llegó a los cines en 1999, su actuación no paso desapercibida y se llevó críticas positivas. Desafortunadamente, la película nunca tuvo secuelas debido a las diferencias entre autor y director, aunque esto le valió a Kulich para llegar a ser reconocido.

## 2000-presente
Tras completar su trabajo con The 13th Warrior, Kulich volvió a República Checa con lo que había ganado y consideró comprarse una casa ahí y retirarse. Al final, decidió continuar su carrera en Estados Unidos, aunque el viaje a su país natal le hizo estar más unido a sus orígenes y al país que lo vio crecer.
Una vez de vuelta en Los Ángeles, Kulich comenzó a buscar por papeles en televisión y cine. En 2002, recibió una llamada. Cuando los agentes de casting de Angel, una secuela de Buffy the Vampire Slayer, contactaron con Kulich para ofrecerle el papel de The Beast, el actor conocía muy poco sobre el programa. Tenía consciencia de ella, sin embargo, fue aceptado ya que él y la estrella del programa, David Boreanaz, tenían el mismo mánager. Al informarse sobre el papel, a Kulich se le mostró arte conceptual sobre el personaje. Inicialmente, no estaba seguro. El papel lo dejaría irreconocible ya que pasaría por maquillaje, tan solo su voz no sería alterada. Aun así, se dio cuenta de que eso haría que valoraran sus dotes en la actuación más que otra cosa. Después de llegar para una audición, Kulich se vio con el director ejecutivo del programa, Mere Smith, que le expresó su admiración por su actuación en The 13th Warrior. Kulich aceptó el papel. El papel recurrente de The Beast apareció en ocho episodios de Angel' en la temporada 2002-2003. Kulich recibió más promoción como actor que con The 13th Warrior. Adicionalmente, en ella dio su primer beso en pantalla con la co-estrella de Angel, Charisma Carpenter.
Durante el siguiente año apareció en convenciones de fanes. Fue un invitado notable en la convención de junio de 2005 de Starfury: Quor'Toth en Londres, Inglaterra
Kulich volvió a la actuación a finales de 2005 cuando le fue ofrecido el papel de The Swede en la película Smokin' Aces. Cuando conoció a Kulich, Joe Carnahan, el escritor y director del proyecto, profesó su admiración por la actuación del actor en The 13th Warrior y le ofreció el papel. Cuando fue lanzado en el cine a principios de 2007, Smokin’ Aces fue considerado un éxito y más desde el lanzamiento del DVD.
En 2006, Kulich comenzó a verse con sus medio-hermanos, producto del segundo matrimonio de su padre. Los tres formaron una compañía de producción, Charles Bridge Productions, con sede en Praga. La compañía provee asistencia a aquellos proyectos que quieran grabar en su país natal.
Kulich interpretó al líder de los mercenarios daneses, Tiberius, en la película independiente de 2011, Ironclad.
En 2011, Kulich prestó su voz a Ulfric Stormcloak, el líder de la rebelión Stormcloak, en el videojuego producido por Bethesda Softworks', The Elder Scrolls V: Skyrim.

## Filmografía
| Año  | Título                                        | Papel                |
| ---- | --------------------------------------------- | -------------------- |
| 1990 | The Big One: The Great Los Angeles Earthquake | William De Bruin     |
| 1993 | Necronomicon: Book of the Dead                | Habitante del pueblo |
| 1994 | Red Scorpion 2                                | Hans                 |
| 1994 | Crackerjack                                   | Stephan              |
| 1995 | Deceptions II: Edge of Deception              | Allan Stadler        |
| 1995 | Decoy                                         | Daniel               |
| 1996 | Crash (aka: Breach of Trust, Dirty Money)     | Floyd Bracco         |
| 1996 | Doomsday Virus                                | Terrorista           |
| 1998 | Firestorm                                     | Karge                |
| 1999 | The 13th Warrior                              | Buliwyf              |
| 2000 | California Quake (aka: Ground Zero)           | Bateman              |
| 2003 | It's a Pug's Life: The Documentary            | Él mismo             |
| 2003 | The Only Witness (aka: Silence, Dead Silence) | Josef                |
| 2007 | Smokin' Aces                                  | The Swede            |
| 2011 | Ironclad                                      | Tiberius             |
| 2014 | The Equalizer                                 | Vladimir Pushkin     |
| 2018 | The Debt Collector                            | Tommy                |
| 2020 | The Debt Collector 2                          | Tommy                |

| Año       | Título        | Episodio(s) | Papel                  |
| --------- | ------------- | --- | ---------------------- |
| 1989      | Booker        | "Flat Out" | Craven                 |
| 1989      | Wiseguy       | "A Rightful Place"                                                                                               | Scarpo                 |
| 1989      | MacGyver      | "Fraternity of Thieves" "Legend of the Holy Rose: Part 1" "Legend of the Holy Rose: Part 2"                      | Hans Kreese Mr. Mammon |
| 1989      | Neon Rider    | "Dude: Parts 1 & 2" (Pilot Movie)                                                                                | N/A                    |
| 1992      | Knots Landing | "Baths and Showers"                                                                                              | Thug                   |
| 1992      | Highlander    | "A Bad Day in Building A"                                                                                        | Pauling                |
| 1992      | The Commish   | "Adventures in the Skin Trade: Part 1" "Adventures in the Skin Trade: Part 2"                                    | Otto                   |
| 1994      | M.A.N.T.I.S.  | "Gloves Off" | Liakos                 |
| 1995      | The X-Files   | "Død Kalm" | Olafsson               |
| 1999      | Seven Days    | "Sister's Keeper"                                                                                                | Ivan Mironov           |
| 2002–2003 | Angel         | "Spin the Bottle" Apocalypse, Nowish" Habeas Corpses" Long Day's Journey" Awakening" Soulless" Calvary" Salvage" | The Beast              |
| 2013      | Vikingos      | "Wrath of the Northmen" "Dispossessed" "Trial"                                                                   | Erik                   |

| Año  | Título                      | Papel                   |
| ---- | --------------------------- | ----------------------- |
| 2011 | The Elder Scrolls V: Skyrim | Ulfric Stormcloak (Voz) |
| 2013 | Tomb Raider                 | Nikolai/Solarii (Voz)   |